# Conradi
Conradi bzw. Konradi ist ein Familienname. 

## Herkunft
Er stammt von Konrad, Kühnrat, „kühner Rat“ ab.

## Variationen
- Conrad, Conradie, Conrady
- Konradi, Konradie, Konrady

## Namensträger

### Conradi
- Conradi (Sängerin) († um 1720), deutsche Sängerin (Sopran)
- Albrecht Heinrich Carl Conradi (1698/1699–1774), deutscher Bauverwalter und Kartograf
- Andreas Conradi (1596–1667), deutscher Jurist und Stadtvogt
- Annke Conradi (* 1965), deutsche Schwimmerin
- Arnulf Conradi (* 1944), deutscher Verleger
- Arthur Conradi (Carl Arthur Conradi; 1813–1868), deutscher Kaufmann und Politiker
- August Conradi (1821–1873), deutscher Komponist
- Bent Conradi (1932–2024), dänischer Schauspieler
- Carl Conradi (Kreisbaumeister) (1804–1882), deutscher Baubeamter
- Carl Conradi (1874–1959), deutscher Architekt
- Casimir Conradi (1784–1849), vom Idealismus (Junghegelianismus) beeinflusster Pfarrer und theologischer Schriftsteller
- Donatus Conradi, deutscher Politiker, Bürgermeister von Dresden, siehe Donat Conrad
- Eberhard Conradi (1932–2015), deutscher Mediziner
- Elisabeth Conradi (* 1964), deutsche Politik- und Gesellschaftstheoretikerin
- Emilie Conradi (1822–1888), Schwester von Karl Marx
- Erwin Conradi (* 1935), deutscher Manager
- Franz Karl Conradi (1701–1748), deutscher Rechtswissenschaftler
- Friedrich Conradi (1671–1750), kurhessischer Baumeister
- Friedrich Franz Conradi (1828–1911), hessischer Richter und Abgeordneter
- Georg Andreas Conradi (1659–1718), deutscher Jurist
- Georg Christoph Conradi (1767–1798), deutscher Mediziner
- Georg Johannes Conradi (1679–1747), deutscher lutherischer Theologe
- Gustav Conradi (1852–1926), deutscher Schauspieler
- Hans Conradi (1886–1956), deutscher Filmproduktionsleiter, Herstellungsleiter, Regisseur, Filmeditor, Tontechniker und Schauspieler
- Heinrich Conradi (1876–1943), deutscher Bakteriologe und Hygieniker
- Heinz Conradi (1922–nach 1970), deutscher Fußballspieler
- Helmuth Conradi (1903–1973), deutscher Architekt
- Hermann Conradi (1862–1890), deutscher Schriftsteller
- Inge Conradi (1907–1990), deutsche Schauspielerin
- Israel Conradi (1634–1715), polnischer Arzt, Philosoph, Dichter und Naturforscher
- Joachim Conradi, deutscher Kirchenrechtler, Rektor der Universität Greifswald
- Johan Gottfried Conradi (1820–1896), norwegischer Komponist
- Johann Conradi (Sänger) (1815–1859), deutscher Opernsänger (Bass)
- Johann Georg Conradi (1645–1699), deutscher Komponist und Organist
- Johann Ludwig Conradi (1730–1785), deutscher Jurist
- Johann Wilhelm Heinrich Conradi (1780–1861), deutscher Mediziner
- Julius Conradi (1805–1889), deutscher Schauspieler und Theaterpädagoge
- Kåre Conradi (* 1972), norwegischer Schauspieler
- Kurt Conradi (1924–2014), deutscher Schauspieler
- Moritz Conradi (1896–1947), (siehe Conradi-Affäre), Russlandschweizer Mörder
- Leopold Conradi (Johann Nepomuk Leopold Friedrich Conradi; 1776–1839), deutscher Kaufmann
- Ludwig Richard Conradi (1856–1939), deutscher Missionar der Siebenten-Tags-Adventisten
- Paul Conradi Filmschauspieler im frühen 20. Jhd. (Hamlet (1921))
- Peter Conradi (1932–2016), deutscher Politiker (SPD)
- Peter Conradi (Journalist), britischer Autor und Journalist
- Peter J. Conradi (* 1945), britischer Autor und Philologe
- Petrus Conradi († 1561), deutscher Theologe und Domdechant am Havelberger Dom
- Torsten Conradi (* 1956), deutscher Schiffbauingenieur und Segler
- Us Conradi (1928–2025), deutsche Schauspielerin und Schriftstellerin
- Wilhelm Conradi (1816–1904), deutscher Organist, Komponist und Lehrer
- Wilma Conradi (1905–1992), deutsche Sozialdemokratin und Kommunalpolitikerin

### Konradi
- Artur Adolf Konradi (1880–1951), deutscher Diplomat
- Doris Konradi (* 1961), deutsche Schriftstellerin
- Inge Konradi (1924–2002), österreichische Schauspielerin
- Jewgenija Iwanowna Konradi (1838–1898), russische Publizistin und Frauenrechtlerin
- Katharina Konradi (* 1988), Opern- und Konzertsängerin in der Stimmlage Sopran
- Udo Konradi (* 1960), deutscher Fußballspieler